# Monstar (grupo)
Monstar ou Monstar from St.319 é boy band vietnamita, formado, treinado e gerenciado pela St.319 Entertainment criado em 2016. Composto pelos membros Nicky, Key, Gray-D', J, Zino. Os cantores foram recrutados través da Nhóm nhảy St.319 e um membro foi recrutado a partir do concurso de talentos da St.319 Entertainment.

## História

### Antes do debut
Antes de sua estréia, os membros da Monstar realizaram atividades promocionais no Vietnã e na Coréia do Sul, como a reunião com o grupo coreano AOA, Gfriend, B1A4.